# Viadeo
Viadeo, désormais appelé JDN Viadeo, est un réseau social professionnel français en ligne depuis 2004. Initialement appelé « Viaduc », il se positionne d'abord comme challenger de LinkedIn créé en 2003. Son offre gratuite est toutefois très limitée par rapport à celle de l'américain. Dès 2008, Viadeo devra partager le podium de son marché francophone avec ce dernier. 
Viadeo permet de construire et d'agréger son réseau de contacts, en vue de faciliter le dialogue entre professionnels. C'est aussi un outil de gestion de e-réputation (réputation en ligne) ou marketing personnel, ce qui attire un plus grand nombre de types de profil que LinkedIn, recensant quant à lui nettement plus de cadres supérieurs.
En novembre 2016, après son retrait du marché chinois, Viadeo est placée en redressement judiciaire,. Le 23 décembre 2016, la marque est rachetée par le groupe Figaro, afin de la repositionner sur le marché français. 
En 2018, Viadeo revendique 7,5 millions de membres en France. et 45 % des inscrits sont issus de TPE / PME de moins de cinquante employés.

## Histoire

Bureaux dans le monde.

En 2003, Dan Serfaty et Thierry Lunati créent le club d'entrepreneurs Agregator. Pour faciliter les échanges entre les membres du Club, ils décident de créer une plateforme Internet. C’est dans ce contexte qu’est lancé le service Viaduc en 2004. 
En août 2007 Viaduc devient Viadeo, marquant la volonté de s’étendre au niveau international par l'acquisition du réseau chinois Tianji.com (en) puis de l'espagnol ICTnet. En 2009, le français achète le réseau indien Apna Circle et le canadien Unyk. Ces opérations permettent à JDN Viadeo de compter 25 millions de membres, par comparaison, LinkedIn en compte 48 millions à la même époque. 
Viadeo devient disponible dans huit langues dont l'allemand dès 2008 ou l'arabe à partir de 2013, faisant de Viadeo historiquement le premier réseau social professionnel dans cette langue. Mais ces choix sont couteux et les partenaires pas toujours en adéquation avec les objectifs poursuivis.
Le 2 juillet 2014, Viadeo fait son entrée à la Bourse de Paris avec une capitalisation boursière de 152 millions d'euros.
En décembre 2015, Viadeo annonce son retrait du marché chinois d'ici la fin de cette année-là. Si la Chine représente le premier marché de l'entreprise, ce marché est également le théâtre d'importantes pertes financières. Durant l'année 2015, Viadeo enregistre en effet une perte importante de 52 millions d'euros, soit le double de son chiffre d'affaires.
Le 15 janvier 2016, le fondateur et dirigeant du groupe Dan Serfaty, défenseur de la stratégie de développement en Chine, est démis de ses fonctions par le conseil d'administration et remplacé par Renier Lemmens, ancien président de PayPal Europe. Ce changement a lieu dans un contexte difficile pour Viadeo, qui accumule les pertes et avec une introduction en Bourse ratée.
En mai 2016, la société annonce un nouveau plan stratégique à trois ans, ViaNext. 
L’organisation et les coûts ont été redimensionnés : 
- l’équipe dirigeante a été renouvelée ;
- les effectifs seront ramenés de 180 à 145 personnes[11],[12].

Viadeo se recentre sur le marché français :
- les produits non stratégiques sont retirés ;
- les huit langues de huit pays sont supprimées.
- Un recentrage est mené sur la recherche d'emploi[13].

Pourtant, le cours de bourse continue de baisser en 2016, alors que dans le même temps, le principal concurrent, LinkedIn, est racheté 26,2 milliards par Microsoft.
Le 29 novembre 2016, le réseau social est placé en redressement judiciaire. BPI France estime sa perte à 18 millions d'euros. Le 23 décembre 2016, Viadeo est racheté pour 1,5 million d'euros par le groupe Figaro. En juin 2017, Thibaut Gemignani, directeur général de Figaro Classifieds, présente à la presse le plan d'action du « nouveau Viadeo », plaçant le site dans la lignée des marques « carrière » de Figaro Classifieds, à savoir Cadremploi, Keljob ou CVaden. 
En novembre 2018, la marque annonce être devenue no 1 des plates-formes d'avis sur les entreprises[pertinence contestée] avec plus de 6,6 millions d'utilisateurs[source insuffisante].
En juin 2020, Viadeo s'associe au site Le Journal du Net (JDN). Une refonte du site est annoncée, rendue nécessaire par l'évolution technique[réf. souhaitée] que le déclin de la société n'avait plus pu suivre.

## Usages et fonctionnalités

### Usages
Les principaux usages de la plateforme JDN Viadeo sont la création et gestion du profil professionnel (curriculum vitæ comprenant positions, compétences, formation, soft skills) visible sur les moteurs de recherche ; la création et gestion d'un réseau personnel (entrer en contact avec d'autres membres, recommander un utilisateur à un autre, etc.). Les utilisateurs, notamment les commerciaux, peuvent s’en servir pour trouver des prospects et les recruteurs, attirer des candidats ; et les échanges thématiques à travers des espaces de discussion.

### Fonctionnalités
Parmi les  fonctionnalités de la plate-forme on compte les groupes qui sont des espaces de discussion permettant aux membres de débattre et de s'exprimer sur des thématiques professionnelles (dans certains cas, il s’agit également d’espaces privatifs mis à la disposition de partenaires), et les applications mobiles qui permettent aux membres de gérer leur réseau à tout moment et où qu’ils soient.
En septembre 2014, Viadeo crée la fonctionnalité « Rencontrons-nous » afin de faciliter la mise en relation et la rencontre entre les membres.

## Partenariats
Depuis 2009, une passerelle technologique relie Viadeo au site de l'Apec, ce qui permet aux cadres et aux recruteurs depuis le site de l'Apec, un accès direct sur Viadeo mais seulement au niveau des fonctionnalités gratuites de Viadeo. Six mois après le lancement de cette nouvelle fonctionnalité, 70 000 des 450 000 cadres inscrits ont connecté leurs comptes Apec et Viadeo. Quant aux recruteurs inscrits sur le site de l'Apec, 1 500 seulement auraient joué le jeu. En effet, si la publication des annonces de recrutement est gratuite sur le site de l'Apec, publier une telle annonce sur Viadeo est payant (Viadeo reverse environ 10 % de commission à l'Apec).
Viadeo et Pôle emploi se sont rapprochés pour renforcer la transparence du marché du travail et faciliter l'accès des demandeurs d'emploi à toutes les ressources numériques.
Depuis son rachat en 2017, Viadeo collabore activement avec Cadremploi, Keljob ou CVaden.

## Levées de fonds et acquisitions

### Levées de fonds
La société réalise une première levée de fonds de 5 millions d'euros en juin 2006 auprès de Ventech et AGF Private Equity. En août 2007, Dan Serfaty et Thierry Lunati lèvent de nouveau cinq millions d'euros auprès de leurs partenaires puis une nouvelle levée de fonds de 3,4 millions d’euros est effectuée en mai 2009. Elle sera suivie, en avril 2012[source insuffisante], par une quatrième levée de fonds à hauteur de 24 millions d’euros dont le Fonds stratégique d'investissement (qui deviendra BPIFrance) à hauteur de dix millions d'euros. En 2014 lors de l'introduction en Bourse, BPI France investit 8,5 millions d'euros.

### Acquisitions
Viadeo assure son développement international notamment au travers d'une politique d'acquisition. Viadeo a racheté le réseau chinois Tianji en décembre 2007 puis le réseau espagnol ICTNet en juillet 2008. Viadeo rachète le réseau indien Apna-Circle en janvier 2009, et en octobre de la même année Unyk, un site web canadien de gestion de contacts. Cette dernière acquisition permet à Viadeo de s'implanter en Amérique du Nord et de se renforcer dans les BRICS. En janvier 2013, Viadeo a également racheté Pealk, une startup française développant un logiciel de recherche et de contact de professionnels, pour développer son offre à destination des PME.
En 2016, Viadeo lance son incubateur de start-up Via Lab en partenariat avec le Lab RH qui regroupe plus de 160 start-up. Les trois premières start-up à rejoindre l'incubateur sont Coxibiz, Pitch My Job et Brain Cities,.

## Identité visuelle

Logo de Viadeo
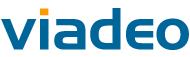
Avant juillet 2009.
De juillet 2009 à mars 2015.
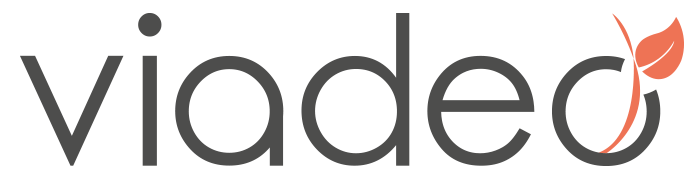
À partir de mars 2015.
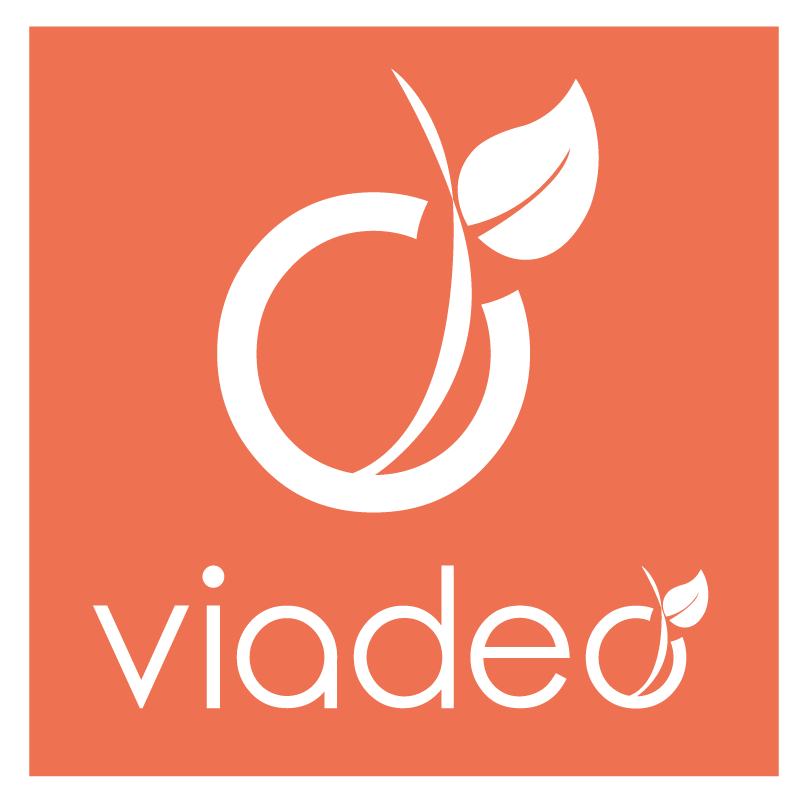
À partir de juin 2017.